# HBS-kamp
Het HBS-kamp in Soerabaja, fungeerde tijdens de Japanse bezetting van Nederlands-Indië in de periode van maart 1942 tot 31 januari 1943 als interneringskamp.
Soerabaja ligt op Oost-Java, tegenover het eiland Madoera. Het grote complex van de Gouvernements Hogere Burger School aan de H.B.S. straat te Soerabaja, was met name een verzamel- en doorgangskamp voor krijgsgevangenen uit Oost- en Midden-Java. De HBS lag aan de oost-west lopende Ambenganweg, even ten zuiden van de Jaarmarkt. Vanaf september 1942 waren hier vrijwel uitsluitend Britten, Amerikanen en Australiërs geïnterneerd. Zij gingen begin januari 1943 naar het Jaarmarkt-kamp. In de tweede helft van januari 1943 werd het HBS-kamp nog eens gebruikt als tussentijds onderkomen voor Molukse krijgsgevangenen uit Batavia op doortocht naar Tandjoeng Perak.